# スポット (音響効果)
スポット（英称：SPOT）は、テレビ番組の音響効果・選曲・音楽制作を行う日本の制作プロダクション。

## 概要
- サウンド・プランニング・オフィス・ツカダ（Sound Planning Office Tsukada）を略して、SPOTとなる[1]。
- ドラマの音効は元々数社がひしめきあっていたが、ドラマを専門的に手がける人材育成の整備が徐々にその勢力を拡大させた。
- 現在はバラエティ路線が強い。

## 沿革
- 1980年（昭和55年）3月15日設立。
- TBS系の音効会社VOUから派生。

## 会社概要

### 所在地
- 〒105-0003 東京都港区西新橋3-15-3　上地ビル2F,7F

### 役員
- 代表取締役会長：塚田益章
- 代表取締役社長：藤村義孝
- 取締役：大山豊、石川良則、壁谷貴弘

### 主要取引先
- 日本放送協会
- 日本テレビ放送網株式会社
- 株式会社TBSテレビ
- 株式会社フジテレビジョン
- 株式会社テレビ朝日
- 株式会社テレビ東京
- 株式会社WOWOW
- 在阪・在名・地方局各社
- 他、制作プロダクション

## 主な担当作品
（凡例）太字:現在放映中また継続中の番組。